# Srgjan Kerim
Srgjan Kerim, (12 de desembre de 1948, a  macedoni: Срѓан Керим), va ser el President de l'Assemblea General de les Nacions Unides., i inicià el seu mandat el 18 de setembre de 2007 i va culminar-lo el 16 de setembre de 2008.
Kerim va néixer a Skopje, Macedònia del Nord el 12 de desembre de 1948. Va ser Ministre de Relacions Exteriors de la República entre els anys 2000 i 2001. El 2001 fins a l'any 2003, es va exercir com a Representant Permanent del seu país davant les Nacions Unides (Ciutat de Nova York).
Durant la seva carrera diplomàtica, de 1994 a 2000 va ser ambaixador de Macedònia del Nord a Alemanya, el 1995 fins al 2000 va ser designat Ambaixador de Macedònia del Nord a Suïssa.
Va ser enviat especial del Coordinador del Pacte d'Estabilitat per al Sud-est d'Europa el 2000. Ha publicat diferents llibres sobre relacions diplomàtiques i política. L'any 2007 va ser designat President de l'Assemblea General de l'ONU succeint a Haya Rashed Al-Khalifa. Parla fluid castellà, anglès, francès, alemany, etc.